# モーリンゲン
モーリンゲン (ドイツ語: Moringen, ドイツ語発音: [ˈmoːrɪŋən]) は、ドイツ連邦共和国ニーダーザクセン州ノルトハイム郡に属す市である。

## 地理

### 位置
モーリンゲンはヴェーパー山の東に位置し、そのすぐ西にはゾリング山地が連なる。市内を、ライネ川の支流であるモーレ川が貫いている。

### 市の構成
- ベーレンゼン
- ブランケンハーゲン
- フレーデルスロー
- グローセンローデ
- ルッターベック
- モーリンゲン
- ニーンハーゲン
- オルデンローデ
- テューディングハウゼン

## 歴史
この街は1000年以上前に建設された。モーリンゲン上部の古い農民集落オーバードルフは「オプファー池」周辺に建設され、11世紀にマルティーニ教会が造られた。

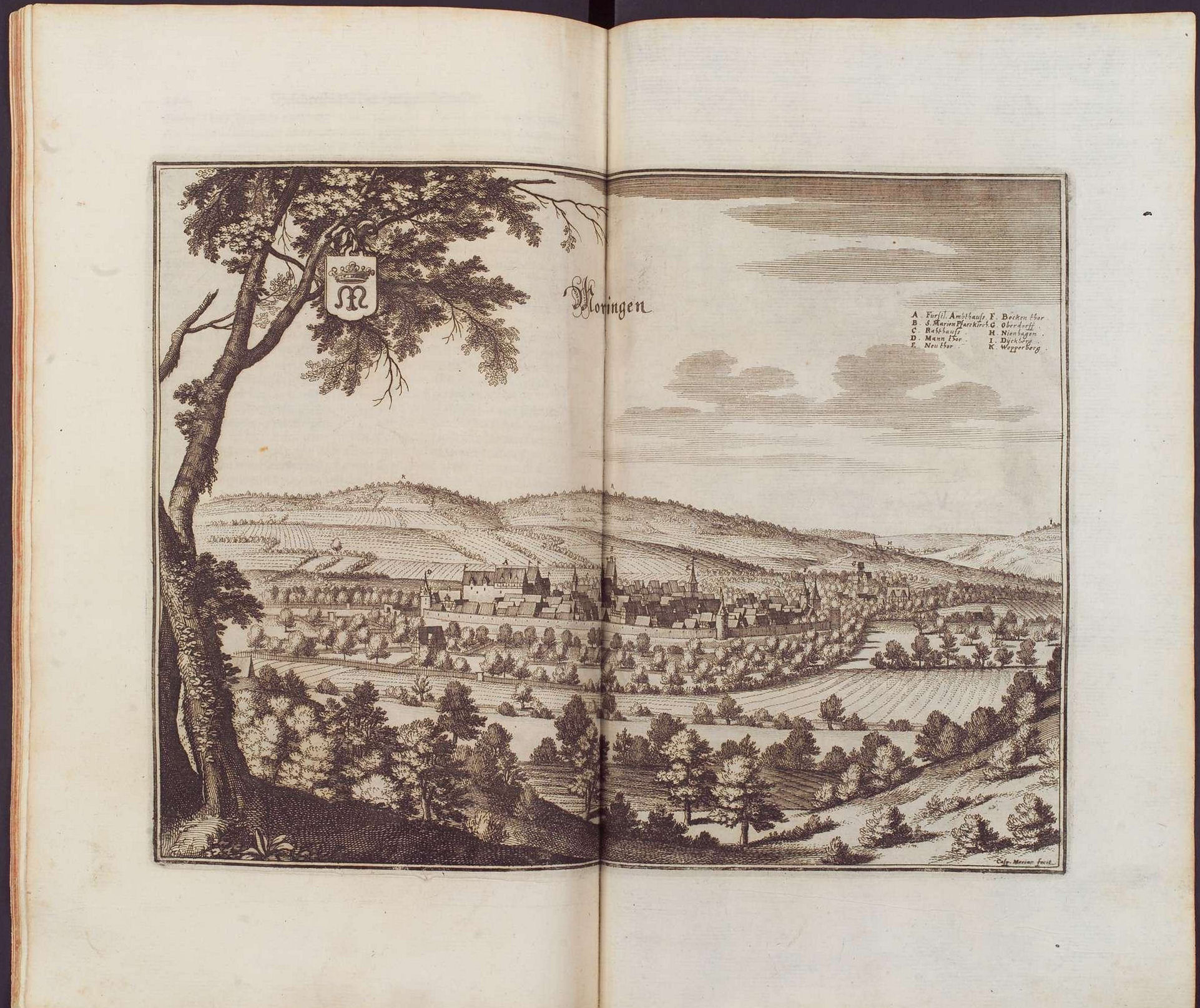
マテウス・メーリアンの銅版画に描かれた1654年から1658年頃のモーリンゲン

ウンタードルフは、農村であるオーバードルフの出口の下に位置し、都市の特権を有し、防衛施設を持っていた。この入植地は983年に初めて文献に記録されている。しかし、この入植地がいつ都市権を授けられたかは記録されていない。ただし、1350年頃にはモーリンゲンは確かに「都市」として記録されている。1312年になるまでモーリンゲンにテンプル騎士団の騎士修道会管区が存在していたかどうかは議論が定まっていない。このことは、1596年のヨハネス・レッツナーによるダッセルとアインベックの年代記に記されており、この騎士団の消滅後にその財産はアインベックのアウグスティノ会修道院のものとなったとも記録している。
モーリンゲン最大の災害は1734年に起こった。猛烈な火災が市のほぼ全域を瓦礫と灰に帰した。住民達は以前よりも広い通りを設け、その時代の様式で街を再建した。これにより、火災が素早く延焼することはなくなった。古い街の施設は、その痕跡だけを城趾付近で見ることができる。
ミュンヒハウゼン家はモーリンゲンに大きな所領を有しており、代官のベリーズ・フォン・ミュンヒハウゼンがモーリンゲンの大火後の大規模な再建にあたった。かつてのミュンヒハウゼン家の代官の館は現存しており、医院とマッサージ店が入居している。

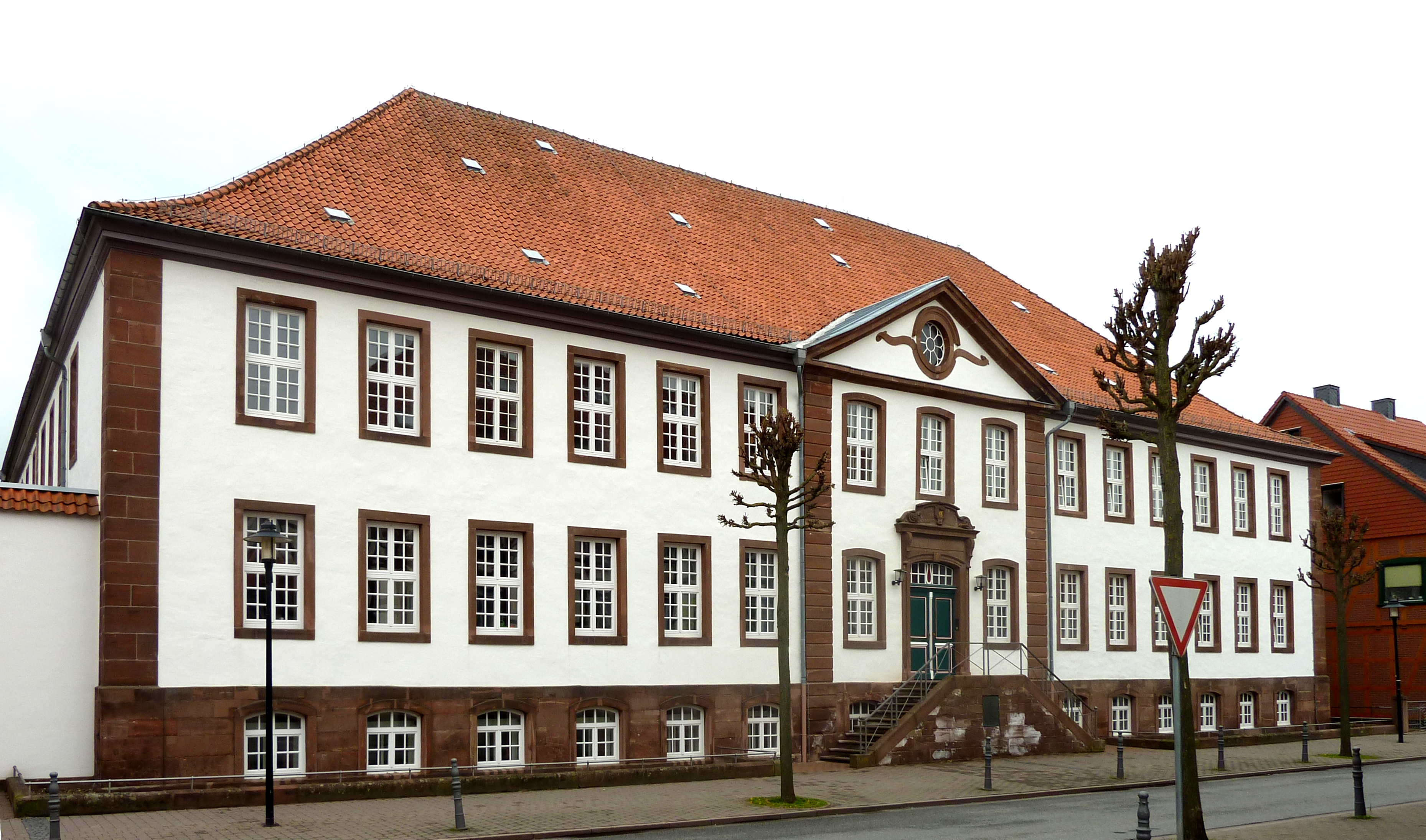
旧孤児院

モーリンゲンには1732年にカレンベルク＝グルーベンハーゲン地域体が出資して建設された孤児院があった。孤児院は1798年に閉鎖され、当時の海上封鎖を契機に製糖会社に改造された。しかしこのプロジェクトは1803年にフランス占領下に置かれたことで頓挫し、この建物は孤児院に戻された。1818年にハノーファー王国が矯正施設を設立するためにこの建物を購入した。1838年から政治犯が収容された。1866年からこの施設はプロイセン統治下の矯正作業所となった。1871年以降は州立矯正作業所となった。1901年から1907年までは教育困難児童・少年施設となった。第一次世界大戦中は、敵国の外国人が一緒に収容された。この矯正作業所は周辺の農民にとっては、わずかな賃金で働く作業班を雇うことができるという意義があった。
州立矯正作業所の建物は、1933年4月10日から11月29日まで男子保護拘束者収容所として、1933年6月7日から1938年3月21日までは女子強制収容所として、そして1940年8月1日から第二次世界大戦が終結した1945年4月6日までは婉曲的に「政治的青少年保護施設」と表現された青少年強制収容所として利用された。モーリンゲン女子強制収容所には計 1,350 人、青少年強制収容所には13歳から22歳までの若者約 1,400 人が収容された。この工場は全時代を通じて「通常の矯正作業所」と主張されていた。
青少年強制収容所の建物は終戦後占領軍に接収され、旧ドイツ東部領土から追放された放逐民の収容所となった。1947年8月27日にこの施設はイギリス軍からニーダーザクセン州に移譲された。1956年に最後の収容者が出所したことにより、矯正工場は廃止され、やがて州立病院に改造されていった。
市の旧楼門跡にモーリンゲン強制収容所記念碑が建立され、昔の記憶を偲ばせている。

## 文化と見所

### 博物館
- モーリンゲン・ガスタンク

## 経済と社会資本

### 交通
モーリンゲンは連邦道B241号線に面している。約 5 km 東に連邦アウトバーンA7号線のノルトハイム西インターチェンジがある。
1984年までモーリンゲンの町外れにゾリング鉄道の駅があった。その後しばらくは貨物駅として存続していたが、やがて廃止され、駅舎等の施設は撤去された。最寄り駅は隣接するハルデクゼンにあり、ゲッティンゲン行き (ICE)やノルトハイム行き (IC) が発着する。

### 公共機関
- 州立病院: 州が運営する司法・精神学の病院である。
- モーリンゲン強制収容所記念館

### 教育
- レーヴェンツァーシューレ（基礎課程学校）
- モーリンゲン共同総合学校

## 引用
1. ↑  Landesamt für Statistik Niedersachsen, LSN-Online Regionaldatenbank, Tabelle A100001G: Fortschreibung des Bevölkerungsstandes, Stand 31. Dezember 2023
2. ↑  Max Mangold, ed (2005). Duden, Aussprachewörterbuch (6 ed.). Dudenverl. p. 564. ISBN 978-3-411-04066-7
3. ↑  Gerhard Streich, Klöster, Stifte und Kommenden in Niedersachsen vor der Reformation. Verlag August Lax, Hildesheim, 1986. p. 100.